# 高倉永雅
高倉 永雅 （たかくら ながまさ）は、江戸時代後期から幕末にかけての公卿。参議・高倉永範の子。官位は正二位・権大納言。高倉家19代。

## 官歴
『公卿補任』による
- 天明8年（1788年） 12月24日：叙爵（従五位下）
- 寛政5年（1793年） 11月19日：元服昇殿、従五位上
- 寛政8年（1796年） 2月10日：正五位下。3月1日：侍従
- 寛政11年（1799年） 正月27日：従四位下
- 享和2年（1802年） 正月14日：従四位上
- 文化2年（1805年） 正月26日：正四位下
- 文化5年（1808年） 正月5日：従三位、非参議
- 文化9年（1812年） 12月19日：正三位
- 文化10年（1813年） 8月10日：左兵衛督
- 文化12年（1815年） 7月10日：参議、左兵衛督如元
- 文化13年（1816年） 3月2日：従二位
- 文政8年（1825年） 正月25日：権中納言。3月27日：正二位
- 天保2年（1832年） 11月24日：辞権中納言
- 弘化元年（1845年） 12月12日：権大納言
- 弘化2年（1846年） 2月12日：辞権大納言
- 安政2年（1855年） 2月16日：薨去（享年72）

## 系譜
『系図纂要』による
- 父：高倉永範
- 母：冷泉為村の娘
- 生母不明の子女
  - 男子：高倉永胤（1811-1845）
  - 男子：長谷信篤[1]（1818-1902） - 長谷信好の養子